# Zumholz
Zumholz és un municipi suís del cantó de Friburg, situat al districte de la Singine.